# Mar Roxas
Manuel Araneta Roxas II, detto Mar (Quezon City, 13 maggio 1957), è un politico filippino.
È figlio dell'ex senatore Gerry Roxas e nipote del 5º presidente delle Filippine Manuel Roxas.
Dopo aver terminato i suoi studi presso la Wharton School di Pennsylvania, iniziò a lavorare come banchiere d'investimento, mobilitando fondi di capitali di rischio per piccole e medie imprese. In seguito alla morte del fratello Gerardo Roxas Jr., Roxas lo sostituì come rappresentante della provincia di Capiz alla Camera dei rappresentanti dal 1993 al 2000. Il suo mandato come deputato fu interrotto dalla sua nomina a Segretario del Commercio e dell'Industria da parte del Presidente Joseph Estrada. Ciononostante si dimise dalla propria carica al culmine della rivoluzione EDSA II, per poi essere rinominato Segretario nel nuovo gabinetto di governo di Gloria Macapagal-Arroyo. Si dimise dalla posizione una seconda volta nel 2003, per candidarsi per un posto al Senato nel 2004. Fu eletto Senatore classificandosi al primo posto, dopo aver ottenuto 19 milioni di voti.
Inizialmente considerato uno dei principali candidati alle elezioni presidenziali del 2010, decise infine di promuovere la candidatura dell'amico Benigno Aquino III. Si candidò quindi come Vicepresidente, venendo sconfitto da Jejomar Binay con il più basso margine di voti nella storia della Quinta Repubblica. Successivamente accusò l'opposizione di brogli elettorali facendo appello alla Corte Suprema, ma la sua richiesta fu annullata poco tempo dopo.
Il 7 giugno 2011 Benigno Aquino III lo nominò come successore di Jose de Jesus nella carica di Segretario del Trasporto e delle Comunicazioni. La sua gestione dei numerosi problemi legati al trasporto pubblico e locale fu tuttavia criticata per il fallimento nel fornire servizi efficienti ed efficaci ai cittadini, nonostante le sue promesse. Il 31 agosto 2012 fu nominato invece Segretario dell'Interno e degli Enti Locali, come sostituto di Jesse Robredo, quest'ultimo deceduto in un incidente aereo un mese prima. In seguito agli eventi del tifone Haiyan nel dicembre 2013, fu discreditato per essere entrato in contrasto con il governo locale di Alfred Romuáldez e per le lente operazioni di ricerca, salvataggio e recupero delle vittime. Nel 2016 si candidò alle presidenziali di maggio, dove si classificò secondo alle spalle del populista Rodrigo Duterte.

## Biografia
Nacque il 13 maggio 1957 a Quezon City, Metro Manila, da Judy Araneta, proveniente da Bago City, Negros Occidental, ed il politico Gerardo Roxas di Provincia di Capiz, unico figlio del 5º Presidente delle Filippine Manuel Roxas. La coppia si sposò nel 1955 ed oltre a Manuel dal loro matrimonio nacquero Maria Lourdes e Gerardo Jr. (1960 – 1993).